# Pippa Mann

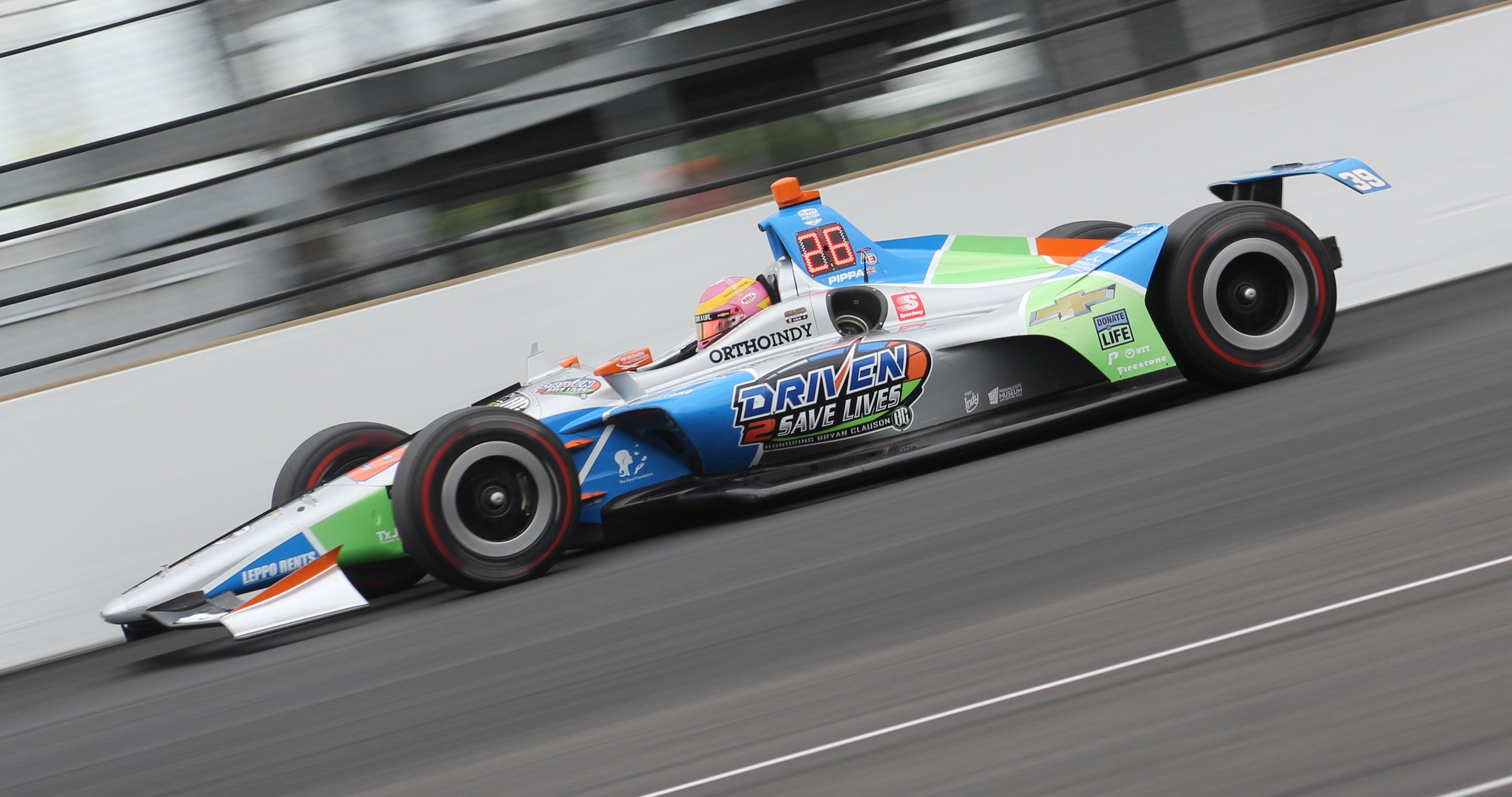
Pippa Mann en las 500 Millas de Indianápolis de 2019.

Philippa Mann (Londres, 11 de agosto de 1983), más conocida como Pippa Mann, es una piloto de automovilismo, locutora, comentarista y empresaria británica. 

## Biografía
Nació en Londres y es hija de Clive. A los 17 años viaja a Italia y compite karting profesional. Empezó su carrera profesional en el 2003 en la Fórmula Renault 2.0 Británica. En 2007 llega a la Formula Renault 3.5 Series, donde se convirtió en la primera mujer en conseguir puntos en esa categoría.
Desde el 2009 vive y compite en Estados Unidos. Ese año fue para competir terminó 14° en el campeonato de Indy Lights. En 2010 consigue su primera victoria, en Kentucky Speedway, y logra terminar 5° en el campeonato.
En 2011, Pippa logra dar el salto a la IndyCar y se convirtió en la primera mujer británica que clasificó para la Indy 500 en 2011.
En octubre de 2011, a los 29 años Pippa estuvo involucrada en el accidente múltiple durante la última carrera de la temporada de la IndyCar Series en el circuito oval de Las Vegas a alta velocidad y sufrió un gran daño en su mano, antebrazo y el codo por el fuego, fue sometida a tres cirugías. Su amigo Dan Wheldon, 2 veces ganador de la Indy 500, murió por las graves heridas después del accidente.
En 2013 vuelve a aparecer en la IndyCar corriendo en la indy 500 y tres carreras más en el equipo Dale Coyne Racing.
Al año siguiente se unió a la fundación Susan G. Komen para competir en la edición 98 de las 500 Millas de Indianápolis, y aumentar la conciencia y la financiación para el cáncer de mama, corriendo en un auto de color rosa del equipo Dale Coyne.
En 2016 fue 18 en Indinapolis, y en los tres años siguientes solo compitió en esa carrera: fue 17 en 2017, no clasificó en 2018 y 16 en 2019 con el equipo debutante Clauson-Marshall Racing. 
Pippa también es comentarista de carreras de la IndyCar y la Indy Ligths en IndyCar Radio.